# Оборудование для триатлона
Особые требования для соревнований в триатлоне привели к разработке целого ряда специализированной одежды и оборудования:

## Стартовый костюм
В стартовом костюме спортсмены не переодеваются на протяжении всей гонки, что позволяет экономить время в транзитной зоне. Его надевают и под гидрокостюм. Стартовые костюмы бывают слитные или раздельные. Слитный: шорты и майка представляют собой единое целое.

## Оборудование для плавания
Типовое оборудование для плавания включает в себя шапочку, очки для плавания, купальник, и/или гидрокостюм. Как правило, участники должны носить шапочку для купания. По соображениям безопасности шапочки должны иметь яркие цвета, чтобы их было хорошо видно.
В триатлоне запрещены искусственные ускорители движения: ласты, носки, перчатки, колобашки, лопатки и др.
Использовать гидрокостюмы разрешатся только, если температура воды в день мероприятия ниже заданного порога (например, 22 °С и выше на плавательном этап свыше 1500 метров для профессиональных спортсменов согласно правилам Международного Союза Триатлона). Соревновательные гидрокостюмы имеют толщину от 2 мм, но не более 5 мм по правилам Международного Союза Триатлона.

## Велосипедное оборудование
Триатлонные велосипеды представляют собой разновидность дорожно-гоночных велосипедов, предназначенных в первую очередь для улучшения аэродинамики. К особенностям таких велосипедов относится специальный руль и колеса.
Многие компоненты триатлонных велосипедов разработаны с аэродинамическим профилем: каркасные трубки овального или каплевидного (вместо круглого) сечения; рули могут быть плоские, а не круглые; колеса могут быть с дисками вместо спиц.
Аэродинамическая форма велосипедов увеличивает их вес, даже если использовались углеродные волокна. В условиях холмистой гонки, где много времени тратится на медленные подъемы, низкий вес в традиционном дорожном велосипеде может стать предпочтительным.
Профессиональные и полупрофессиональные велосипеды для триатлона весят около 7 — 9 кг.

## Обувь
Для велосипедного этапа необходимы велосипедные туфли. Главное отличие велотуфлей для триатлона от других моделей заключается в упрощенной и более скоростной системе застегивания:
- Меньше застежек, для более быстрого прохождения транзита
- Никаких механических застежек! Только липучка!
- Застёжка открывается «наружу», чтобы не было препятствий для быстрой переэкипировки.

Триатлонные велотуфли, обычно более легкие и имеют усиленную вентиляцию, а также на подошве располагается дренажное отверстие для слива воды. На велотуфлях для триатлона на заднике предусмотрена специальная петля, которая позволяет закрепить на велосипеде заранее встегнутые в педали туфли. Также, вторая функция этой петли – это максимально быстро высвободить ногу.
Для бегового этапа необходимы кроссовки. Беговые кроссовки для триатлона более легкие, имеют усиленную вентиляцию, а также в качестве шнурковки используются специальные эластичные шнурки (резинки), что позволяет предварительно установить натяжение шнурков, а потом, потянув обувь, не останавливаясь, зафиксировать шнуровку. Это позволяет сэкономить на соревнованиях несколько секунд.